# Dyptyk Nikomachów i Symmachów
Dyptyk Nikomachów i Symmachów – datowany na schyłek IV wieku dyptyk wykonany z kości słoniowej.

## Opis
Zabytek podzielony jest obecnie na dwie części. Skrzydło Symmachów znajduje się w zbiorach Victoria and Albert Museum w Londynie, skrzydło Nikomachów natomiast w Musée de Cluny w Paryżu. Obydwa skrzydła są sygnowane u góry inskrypcją, odpowiednio NICOMACHORUM i SYMMACHORUM. Panele mają wymiary 29,9 × 12,6 cm (część paryska) i 29,8 × 12,2 cm (część londyńska). Skrzydło Nikomachów z Paryża zachowało się w złym stanie, z pęknięciami i ubytkami.
Dyptyk wykonany został przypuszczalnie z okazji ślubu między senatorskimi rodzinami Symmachów i Nikomachów, pod koniec IV wieku będącymi wciąż wyznawcami religii starorzymskiej. Wydarzenie to datowane jest na 388, 392 lub 394 rok. Na obydwu skrzydłach dyptyku przedstawiona została kapłanka stojąca przy ołtarzu pod rozłożystym drzewem. Postać przedstawiona na skrzydle Nikomachów trzyma dwie opuszczone w dół pochodnie, na skrzydle Symmachów natomiast stojąca przy ołtarzu ozdobionym girlandami postać odbiera z rąk małego dziecka naczynia z ofiarami. Relief i zdobienia utrzymane są w formach klasycyzujących, nawiązujących do neoattyckiej sztuki okresu wczesnego cesarstwa. Stanowią one świadectwo odrodzenia sztuki w kręgach senatorskich związanych z pogaństwem i będącego swoistym wyrazem przeciwstawienia się chrześcijaństwu.

## Proweniencja
Dyptyk wzmiankowany jest po raz pierwszy w 1717 roku, znajdował się wówczas w benedyktyńskim opactwie Montier-en-Der, gdzie wstawiony był jako drzwiczki do średniowiecznego relikwiarza. Richard Delbrueck wiązał jego pochodzenie z żyjącym w VII wieku mnichem Berchariusem, który zgodnie ze spisaną w X wieku jego biografią, w drodze powrotnej z pielgrzymki do Ziemi Świętej miał przywieźć ze sobą liczne skarby, w tym panele wykonane z kości słoniowej.
Dyptyk zaginął w czasie rewolucji francuskiej, kiedy opactwo Montier-en-Der zostało zamknięte i podpalone. Skrzydło Nikomachów odnaleziono w 1860 roku na dnie studni, do której wyrzucono je prawdopodobnie po zniszczeniu w pożarze. Skrzydło Symmachów zostało odkryte niedługo potem w zbiorach prywatnej osoby i w 1865 roku nabyte przez londyńskie Victoria and Albert Museum.